# Asse del male
L'espressione "asse del male" (in inglese "axis of evil") fu introdotta dal presidente degli Stati Uniti George W. Bush in occasione del suo discorso sullo stato dell'unione del 29 gennaio 2002.
Essa si riferirebbe ad un ipotetico complotto di nazioni favorevoli al terrorismo internazionale e impegnate nello sviluppo di armi di distruzione di massa. Le nazioni esplicitamente citate da Bush in quella occasione furono Iraq, Iran e Corea del Nord.

L'"Asse del Male" di Bush comprende Iraq, Iran e Corea del Nord (rosso scuro). Altri (per esempio John R. Bolton) vi includono anche Cuba, Libia e Siria (arancione)

Il discorso ebbe luogo poco più di quattro mesi dopo gli attentati dell'11 settembre 2001 e poco più di un anno prima dell'invasione dell'Iraq da parte degli Stati Uniti e dei loro alleati (marzo 2003). "Asse del male" appare come l'unione di due altre espressioni ben note agli statunitensi; l'Asse di tedeschi, giapponesi e italiani nella seconda guerra mondiale e l'"impero del male" (ovvero l'Unione Sovietica nella terminologia introdotta da Ronald Reagan).

## Storia
David Frum, autore di molti discorsi di Bush e scrittore della rivista di destra "National Review" racconta che il presidente Bush desiderava che il discorso per lo Stato dell'Unione contenesse, in poche frasi, una spiegazione dei motivi per cui Saddam Hussein doveva essere rimosso dal governo dell'Iraq.
Nell'adempiere all'incarico, Frum racconta come nell'espressione confluirono due diversi filoni: quello dell'"asse" è di chiara discendenza dall'Asse Roma-Berlino ed alla polemica che contro di essa intraprese l'interventismo democratico rooseveltiano per propiziare l'entrata in guerra degli Stati Uniti nel 1941. A seguito di una correzione apportata dallo stesso George W. Bush, poi, ci si ricollegò alla terminologia reaganiana, anche se questa volta per un interventismo neo-con in opposizione alla minaccia dell'estremismo islamico.

### Ascendenze dall'interventismo democratico
Frum trasse ispirazione dal famoso discorso di Roosevelt successivo all'attacco giapponese a Pearl Harbor (il cosiddetto Infamy Speech). In quel discorso, infatti, Roosevelt dovette convincere gli americani della necessità di combattere non solo contro il Giappone, ma anche contro una nazione meno facile da identificare come "nemico" dal popolo americano, la Germania. Roosevelt usò la frase:
(F. D. Roosevelt)
In questo modo, Roosevelt inquadrava l'apertura delle ostilità contro la Germania come l'unico modo per prevenire un nemico predestinato, evitando di esserne colti di sorpresa (come era avvenuto con il Giappone). Frum identificò facilmente diverse analogie fra la situazione descritta da Roosevelt e quella che Bush desiderava comunicare alla nazione. Altre analogie rilevate da Frum riguardavano la natura dell'asse ("le potenze dell'Asse non si piacevano e non si fidavano l'una dell'altra") e la sua linea politica ("tutte disprezzavano i valori umani della democrazia"). Sulla base di queste considerazioni, Frum decise di usare l'espressione "asse dell'odio" (axis of hatred).

### Ascendenze dall'interventismo repubblicano
Bush accolse la bozza di discorso di Frum quasi integralmente, modificando solo "odio" in "male". Quest'ultima parola - che appariva più in linea con le metafore teologiche usate da Bush dopo l'11 settembre - appartiene alla terminologia reaganiana, essendo stato Ronald Reagan il primo presidente neocon a reintrodurre nella diplomazia la parola "male" (abbandonata dai tempi della pace di Vestfalia dall'etichetta delle relazioni internazionali in tempo di pace).
Reagan nel 1982 tenne un intervento con cui definì l'Unione sovietica "l'impero del male". Nella stessa direzione andavano, negli anni successivi, le definizioni di "rogue states" ("stati canaglia"), attribuite a nazioni di volta in volta in conflitto con la superpotenza americana: una ricaduta di tale propaganda in termini operativi si ebbe quando il Congresso votò leggi che obbligavano il dipartimento di Stato a negare l'accesso agli aiuti economici statunitensi a Stati in contrasto con i valori condivisi a Washington (prima la crociata contro il traffico di droga, poi quella contro la corruzione amministrativa nei "failed States", infine quella contro l'adesione alla Corte penale internazionale).

## Il contenuto
Il passaggio del discorso di Bush fu il seguente:
L'Iran è alla ricerca frenetica di queste armi ed esporta terrore, mentre una minoranza non eletta reprime le speranze di libertà del popolo iraniano.
L'Iraq continua ad ostentare la propria ostilità verso l'America e ad appoggiare il terrorismo. Per più di un decennio, il regime iracheno ha progettato di sviluppare l'antrace, gas nervini e armi nucleari. Si tratta di un regime che ha già impiegato gas letali per uccidere migliaia di cittadini – lasciando i corpi delle madri ammucchiati sopra i figli morti. Questo è un regime che ha accettato i controlli internazionali e ha poi cacciato via gli ispettori. Questo è un regime che ha qualcosa di grave da nascondere al mondo civile.
Stati come questi, e i terroristi loro alleati, rappresentano un asse del male, che si arma per minacciare la pace nel mondo. Nel ricercare armi di distruzione di massa, questi regimi rappresentano una crescente e grave minaccia. Potrebbero fornire quelle armi ai terroristi, dando loro i mezzi per soddisfare il loro odio. Potrebbero attaccare i nostri alleati o tentare di ricattare gli Stati Uniti. In ogni caso, il prezzo dell'indifferenza sarebbe catastrofico.»
(George W. Bush)
Il seguito del discorso è stato quello di innovare la stessa strategia di sicurezza nazionale degli Stati Uniti, anche mediante un approccio preventivo ai pericoli derivanti dagli Stati dell'asse del male.

## Espressioni derivate

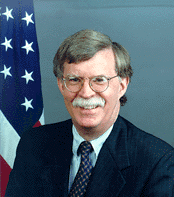
John R. Bolton

Altri esponenti dell'amministrazione Bush hanno stilato elenchi di presunti nemici dell'America, in genere come estensioni dell'"Asse del Male" originale. Il 6 maggio 2002 il Sottosegretario di Stato John R. Bolton fece un discorso intitolato "Beyond the Axis of Evil" ("oltre l'Asse del Male"), citando altri tre "stati canaglia" come amici del terrorismo e in grado di creare armi di distruzione di massa: Libia, Siria e Cuba. In seguito a questo discorso, seppure meno noto, l'Asse del Male viene quasi sempre citato in questo senso esteso.
Nel gennaio 2005, il Segretario di Stato Condoleezza Rice parlò di "avamposti della tirannia" ("outposts of tyranny") riferendosi alle sei nazioni del mondo "più pericolose e anti-americane": Corea del Nord, Iran, Cuba, Bielorussia, Zimbabwe e Myanmar. Il segretario della difesa statunitense Donald Rumsfeld ha in seguito parlato dell'"asse del male latinoamericano" per riferirsi alle nazioni sudamericane con governi di sinistra. Hugo Chávez, Presidente del Venezuela, ha risposto alla provocazione usando l'espressione originale "asse del male" per riferirsi agli Stati Uniti e ai suoi alleati e contrapponendola all'"asse del bene" costituita da Venezuela, Cuba e Bolivia.
Il ministro della difesa israeliano Shaul Mofaz ha introdotto nel 2006 l'espressione "asse del terrore" per riferirsi a Iran e Siria; Gideon Meir l'ha ripresa nella forma "asse del terrore e dell'odio" in un discorso di poco antecedente all'offensiva israeliana contro il Libano.